# Luke Kleintank
Luke Kleintank (Cincinnati, Ohio, 18 de mayo de 1990) es un actor estadounidense conocido por interpretar a Joseph "Joe" Blake en El hombre en el castillo y Noah Newman en The Young and the Restless.

## Primeros años
Kleintank nació el 18 de mayo de 1990 en Cincinnati, Ohio. Su familia se trasladó a Guadalajara, México, cuando tenía dos años.
Pasó sus años educativos en Stevensville, Maryland, donde residió doce años.
Kleintank disfruta del balsismo, el canto, el baile y escribir música. También está interesado en geocaching.

## Carrera
Su madre lo introdujo en el mundo de la interpretación cuando tenía cinco años. "Ella me llevó a mi primera obra, Carnival. Era parte de mí", él recuerda. "Ahí es cuando supe que quería ser actor." Kleintank comenzó haciendo obras y teatro regional, y fue parte en numerosas producciones teatrales mientras estaba en el instituto.
Finalmente, Kleintank fue a Nueva York para perseguir su carrera interpretativa, e hizo su debut televisivo como Greg en el año 2009 en un episodio de Law & Order: Special Victims Unit.
En 2010, interpretó un papel recurrente en Gossip Girl como Elliot Leichter, un bisexual interesado amorosamente en Eric van der Woodsen.
Kleintank consiguió su primer papel importante ese mismo año, debutando como Noah Newman en The Young and the Restless el 21 de septiembre de 2010; sin embargo, él abandonó el papel después de menos de seis meses.
En 2011, Kleintank se unió al reparto del elenco de la serie Bones, interpretando a Finn Abernathy. También ha aparecido múltiples veces en la serie de la CBS The Good Wife.
De 2013 a 2014, Kleintank interpretó al personaje recurrente de Travis en la serie dramática de ABC Family Pretty Little Liars.
En 2015, Kleintank fue elegido como Joe Blake en la serie de Amazon The Man in the High Castle.

## Filmografía
| Año  | Título                             | Papel                               | Notas           |
| ---- | ---------------------------------- | ----------------------------------- | --------------- |
| 2012 | Dark House                         | Nick Di Santo                       |                 |
| 2014 | 1000 to 1: The Cory Weissman Story | Brendan "Pops" Trelease             | Directo a vídeo |
| 2014 | Sacrifice                          | Hank                                |                 |
| 2014 | Phantom Halo                       | Beckett Emerson                     |                 |
| 2015 | Max                                | Tyler Harne                         |                 |
| 2019 | Mientras la ciudad duerme          | Nick Holland                        |                 |
| 2019 | The Goldfinch                      | Platt Barbour                       |                 |
| 2019 | Midway                             | Lieutenant Clarence Earle Dickinson |                 |
| 2021 | The Good Neighbor                  | David                               |                 |

| Año        | Título                            | Papel                           | Notas                                 |
| ---------- | --------------------------------- | ------------------------------- | ------------------------------------- |
| 2009       | Law & Order: Special Victims Unit | Greg                            | Episodio: "Snatched"                  |
| 2009       | The Good Wife                     | Brian Keller                    | Desacreditado; episodio: "Home"       |
| 2009       | Mercy                             | Josh                            | Episodio: "I'm Not That Kind of Girl" |
| 2010–2011  | Gossip Girl                       | Elliot Leichter                 | 10 episodios (3 no acreditado)        |
| 2010       | Parenthood                        | Howard                          | 2 episodios                           |
| 2010–2011  | The Young and the Restless        | Noah Newman                     | 17 episodios                          |
| 2011       | No Ordinary Family                | Chris Minor                     | 7 episodios                           |
| 2011       | Greek                             | Rylan                           | Episodio: "Agents for Change"         |
| 2011       | Law & Order: LA                   | Jesse Beckman                   | Episodio: "Runyon Canyon"             |
| 2011       | CSI: Miami                        | Tom Granger                     | Episodio: "Long Gone"                 |
| 2012       | The Good Wife                     | Connor                          | Episodio: "Here Comes the Judge"      |
| 2013       | CSI: Crime Scene Investigation    | Jake / Usher                    | 2 episodios                           |
| 2011–2014  | Bones                             | Finn Abernathy                  | 9 episodios                           |
| 2013–2014  | Pretty Little Liars               | Travis Hobbs                    | 9 episodios                           |
| 2013, 2015 | Person of Interest                | Caleb Phipps                    | 3 episodios                           |
| 2015–2019  | The Man in the High Castle        | Joe Blake                       | Papel principal                       |
| 2021–2022  | FBI: International                | Agente Especial Scott Forrester | Papel principal                       |